# Lembah Dusun Gading
Lembah Dusun Gading is een bestuurslaag in het regentschap Indragiri Hulu van de provincie Riau, Indonesië. Lembah Dusun Gading telt 337 inwoners (volkstelling 2010).